# Галерија грбова Јамајке
Галерија грбова Јамајке обухвата актуелни Грб Јамајке, историјске грбове Jamajke и грб главног града Јамајке.

## Актуелни Грб Јамајке
- Грб Јамајке

## Историјски  грбови  Јамајке
- 1875 - 1906.
- 1906 - 1957.
- 1957 - 1962.
- 1962.

## Грб главног града Јамајке
- Грб Кингстон (Јамајка)